# ユリ・バラバノフ
ユリ・バラバノフ（ロシア語: Юри Балабанов, ラテン文字転写: Yuri Balabanov, 1963年2月2日 - 2006年5月10日） は、ソビエト連邦（現 ロシア連邦）の元体操競技選手。ベラルーシのヴィーツェプスク生まれ。1985年にカナダ・モントリオールで行われた世界体操競技選手権にソビエト連邦代表として出場し、種目別つり輪で銅メダルを獲得した。
2006年5月10日、マサチューセッツ州シュルーズベリーで心臓発作を起こし、死去。43歳没。
つり輪の「前方屈身2回宙返り下り」および鉄棒の「前方伸身宙返り懸垂」の2つの技には、バラバノフの名前が冠されている（体操競技の技名一覧も参照）。